# Maison de Gilles de la Boë
La maison de Gilles de la Boë, dite aussi du Bon Bouillon, est une maison de style maniériste flamand, située à l'angle de la place Louise-de-Bettignies et de l'avenue du Peuple-Belge à Lille. Elle a été classée monument historique le 3 avril 1933.

## Historique
Construite en 1636 à proximité de l'ancien port de Lille pour le négociant en épices et étoffes Gilles de la Boé, la maison a aussi hébergé un estaminet, « Au Bon Bouillon », d'où son surnom.

## Description
Construite en pierre et brique, la maison comprend un rez-de-chaussée, surmonté d'arcades de grès en anse de panier ou en plein cintre, et un étage, où alternent ouvertures et niches, surmontées de frontons triangulaires ou demi-circulaires. L'ensemble est décoré de lourdes guirlandes de fruits qui relient entre elles d'épaisses consoles.